# نوكس هيلم

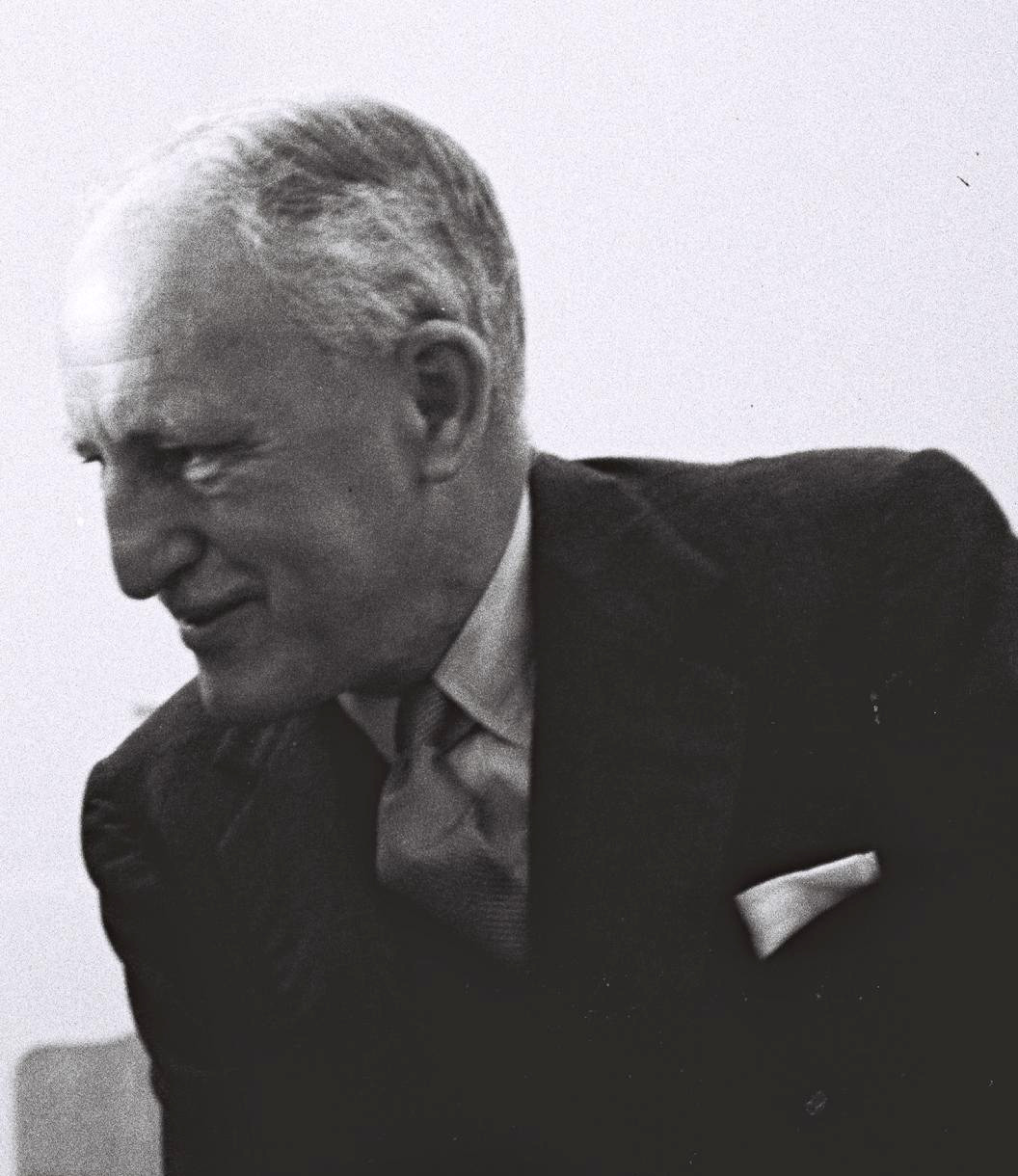
السير نوكس هيلم، 1951

السير الكسندر نوكس هيلم (23 مارس 1893 – 7 مارس 1964) كان دبلوماسيًا بريطانيًا عمل سفيراً لتركيا وكان آخر حاكم عام للسودان. حاصل على رتبة الإمبراطورية البريطانية ووسام القديس ميخائيل والقديس جرجس.

## السنوات المبكرة
ولد ألكسندر نوكس هيلم في درمفايس، وتلقى تعليمه في أكاديمية درمفايس وكلية الملك في كامبريدج.

## حياته المهنية
في 1912 اجتاز امتحان تدريب الفرقة الثانية كما سمي حينها وتم تعيينه في وزارة الخارجية. عمل كعضو في السجل الشرقي. ومتطوعًا مخلصًا عند اندلاع الحرب العالمية الأولى، سمحت له وزارة الخارجية أن ينضم لوحدته المدفعية الميدانية، حيث ترقى إلى ملازم ثان في عام 1917 وعمل بهذه الصفة في فلسطين. ككاتب، كان يؤدي واجبات روتينية فقط ولكنه تميز من خلال اجتهاده وذاكرته الاحتياطية.
عند انتهاء الحرب، اختير بموجب مخطط توظيف خاص بملء الشواغر التي سببتها الحرب وعُين في الخدمة القنصلية لبلاد الشام.
بعد فترة قصيرة من التدرب على اللغات الشرقية في كلية الملك في كامبريدج، كامبريدج، ذهب كنائبًا للقنصل في سالونيك، وبعد فترة وجيزة أصبح ترجماناً ثالثًا في القسطنطينية. عندما انتقلت العاصمة التركية إلى أنقرة وألغي مكتب الترجمان، ذهب هيلم إلى هناك كسكرتير ثان. شغل هناك منصب القنصل، وفي عام 1930 تم نقله إلى وزارة الخارجية، ويعمل في الدائرة الشرقية.
في عام 1937 أرسل كقنصل إلى أديس أبابا، وعند اندلاع الحرب العالمية الثانية نقل إلى السفارة البريطانية في واشنطن العاصمة، حيث تعامل مع المشكلات المختلفة المعقدة التي تتعلق بإمداد البترول إلى المملكة المتحدة. في عام 1942 عاد إلى أنقرة (في تلك اللحظة منصبًا رئيسيًا) كمستشار.

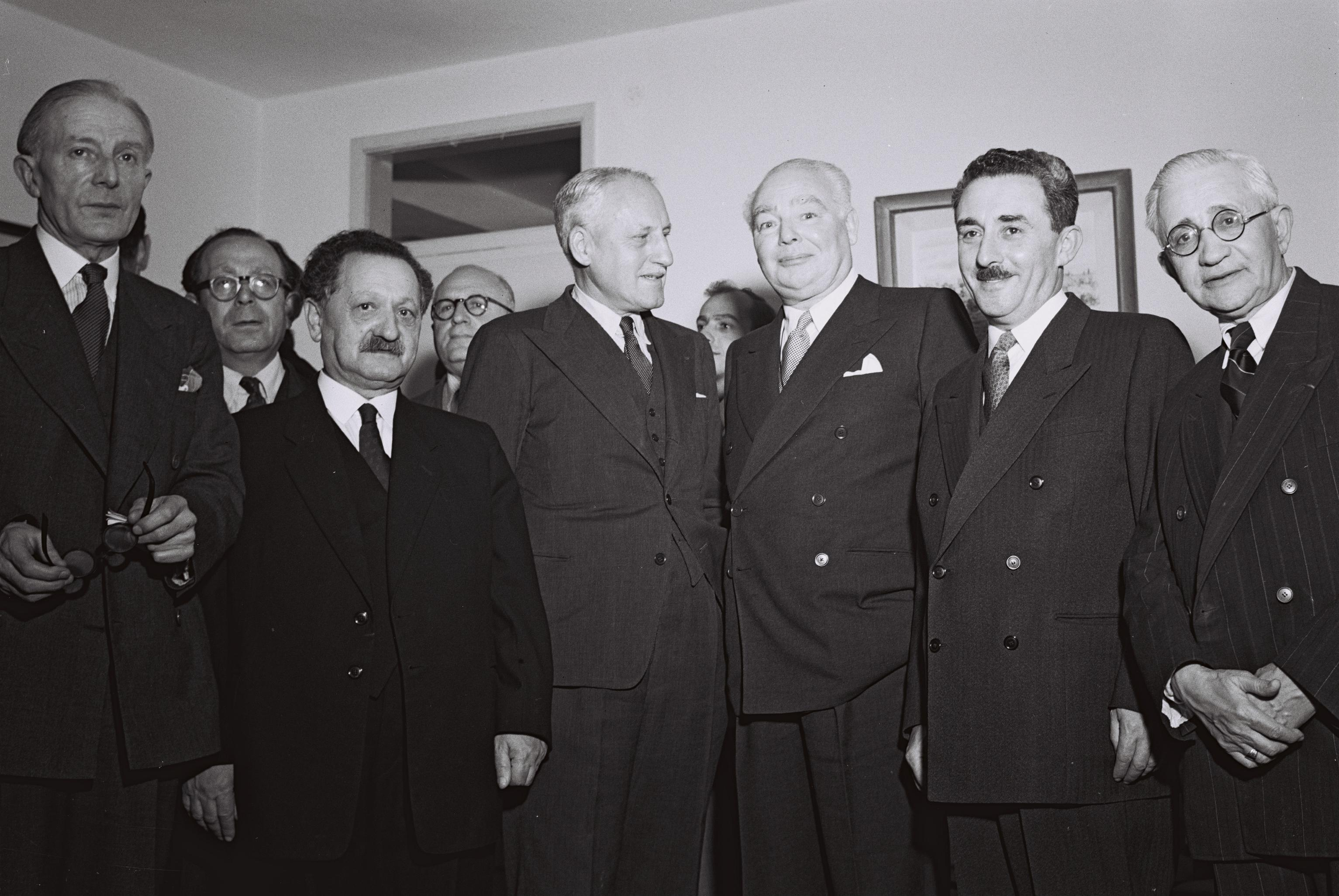
من اليسار إلى اليمين: و.ج. هال وموشيه روزيتي ويوسف شبيرينتساك يوسف شبرينتساك والسير نوكس هليم وليزي هور بليشا وموشيه شاريت في الكنيست الإسرائيلي، عام 1951

في العام 1946، اختير للذهاب كممثل لبريطانيا في المجر، وعند استعادة العلاقات الدبلوماسية الطبيعية في عام 1947، عُين وزيرًا هناك. في عام 1949 تم تعيينه كأول بريطاني قائم بالأعمال (لاحقًا وزيرًا) في تل أبيب في إسرائيل الدولة المستقلة حديثًا، حيث أمضى عامين سعيدين ومثمرين. في عام 1951 أصبح سفيرا في تركيا. غادر تركيا في 1954، حيث بلغ سن التقاعد، لكنه ذهب لفترة وجيزة إلى الخرطوم عام 1955، حيث يكون آخر حاكم عام هناك.

## المنشورات
- الشرق الأوسط اليوم ومشاكله (محاضرة رامزي موير التذكارية التي ألقيت في كامبريدج في 5 أغسطس 1956)، صندوق رامزي موير التعليمي، بورلي ،عام 1956

## الأزواج
زوجته الأولى غريس ليتل توفيت عام 1925. أما الثانية، إيزابيل مارش، التي تزوجها عام 1931، نجت من الحادث الذي ادى لوفاته في البحر عام 1964.